# 河背咀
河背咀，今有人写作河背嘴，是隶属于武汉市黄陂区蔡店乡西峰村的一个自然村。
河背咀依山伴水。站在村中来看，西南面是西峰尖，西峰尖挺拔秀美，是大别山西麓，现修建有木兰清凉寨；东北面是河背咀水库，水库截河而成，修建于1966年9月，是滠水河源头之一。
河背咀分上下湾，上湾依山而建相对地势较高，下湾据山脚紧邻河背咀水库。河背咀有张、刘、程三姓人家100多人。
特色农作物是板栗和花生及茶叶。
另大悟县有一个河背咀，1937年春以后取名新城（今新城镇），徐海东等革命先烈曾于此地发动腊月暴动。